# 1924年美國總統選舉
1924年美國總統選舉是1924年11月4日星期二举行的第35届四年一次的总统选举。在三方竞选中，时任共和党总统卡尔文·柯立芝赢得大选。
柯立芝曾担任沃伦·G·哈丁的副总统，并于1923年因哈丁去世而成为总统。柯立芝因国内蓬勃发展的经济而在国外没有明显的危机而受到赞扬，他在1924年的共和黨全國代表大會上几乎没有遭到反对。民主党提名的前国会议员和驻西弗吉尼亚州的英国驻华大使约翰·W·戴维斯，使戴维斯成为自内战结束以来曾在一个前奴隶州担任公职的第一位主要党派提名人。戴维斯是一位妥协的候选人，在威廉·吉布斯·麦卡杜和艾尔弗雷德·E·史密斯的支持者之间陷入僵局之后，在1924年民主党全国代表大会的第103轮投票中获胜。由于两个主要政党候选人的保守主义不满，进步党提名威斯康星州参议员罗伯特·拉福莱特。
加兰德·塔克（Garland S. Tucker）在2010年的一本书中指出，这次选举标志着“美国保守主义的高潮”，因为这两个主要候选人都在为有限政府，减税和减少监管而竞选。相比之下，拉·福莱特呼吁逐步将铁路国有化并增加对富人的税收。
柯立芝赢得了决定性的胜利，在民众投票和选举团中占据多数席位，几乎赢得了南方以外的所有州。拉·福莱特赢得了16.6％的普选票，这是第三方候选人的强势表现，而戴维斯赢得了历史上任何一位民主党候选人的民众投票中最低的份额。